# Protobothrops flavoviridis
Protobothrops flavoviridis är en ormart som beskrevs av Hallowell 1861. Protobothrops flavoviridis ingår i släktet Protobothrops och familjen huggormar.
Arten förekommer på ön Okinawa och på Amamiöarna som tillhör Japan.

## Underarter
Arten delas in i följande underarter:
- P. f. flavoviridis
- P. f. tinkhami